# Talataye
Talataye es una comuna o municipio del círculo de Ansongo de la región de Gao, en Malí. En abril de 2009 tenía una población censada de 14 023 habitantes.
Se encuentra ubicada al este del país, cerca del río Níger y de la frontera con los países de Burkina Faso y Níger.